# Gorizont 23
O Gorizont 23 (também conhecido por Gorizont 34L) foi um satélite de comunicação geoestacionário russo da série Gorizont construído pela NPO PM. Ele esteve localizado na posição orbital de 103 graus de longitude leste e era operado pela RSCC (Kosmicheskiya Svyaz). O satélite foi baseado na plataforma KAUR-3 e sua expectativa de vida útil era de 3 anos. O mesmo saiu de serviço em maio de 2006.

## Lançamento
O satélite foi lançado com sucesso ao espaço no dia 1 de julho de 1991, por meio de um veículo Proton-K/Blok-DM-2, lançado a partir do Cosmódromo de Baikonur, no Cazaquistão. Ele tinha uma massa de lançamento de 2.300 kg.

## Capacidade
O Gorizont 23 era equipado com 6 transponders em banda C e um em banda Ku.